# Манзини (район)
Манзини (на английски: Manzini) е район в западната част на Есватини, с площ 5068 km² и население 374 000 (2007). Административен център е град Манзини.

## Население
- 292 000 (1997)
- 374 000 (2007)

Средната гъстота на населението е 91,9 д/km2 (2007).